# Иловайская-Альберти, Ирина Алексеевна
Ири́на Алексе́евна Илова́йская-Альбе́рти (5 декабря 1924, Белград, Королевство СХС — 4 апреля 2000, Кёнигштайн, Гессен) — журналистка и общественная деятельница русского происхождения.

## Биография
Родилась в семье, покинувшей Россию в годы революции. В годы учения в русской гимназии, по благословению митрополита Анастасия (Грибановского) несла церковное послушание, многие годы убирая в алтаре.
С 1946 года жила в Италии. Высшее образование получила в Риме и Кембридже.
Её духовным отцом в эти годы был православный священник и богослов Георгий Флоровский. По его благословению она вышла замуж за итальянского дипломата Эдгардо Джорджи-Альберти.
Свободно говорила и читала на русском, сербском, итальянском, французском, английском, немецком, испанском, чешском и греческом языках. С 1967 года в течение нескольких лет вела передачи на «радио Свобода».
С 1976 года по 1979 годы была одним из ближайших сотрудников и секретарём А. И. Солженицына в Вермонте, США. Сам он писал о ней:

Мы познакомились с ней ещё в начале 1976 в Цюрихе, перед отъездом в Америку, и уже тогда сговорили её быть у нас тут секретарём, помощником, переводчицей, — многообразно. Вдова итальянского дипломата, она покинула свою римскую квартиру, двух взрослых детей, и осенью 1976 переехала к нам в Пять Ручьёв. Ей доставалось быть и «пресс-секретарём», отвечать на неотступные запросы печати, и вести дела с американской администрацией разных отраслей и уровней, и вести нашу западную переписку (она свободно владела семью языками). <…> Её же собственный поглощающий, настойчивый интерес — дело христианского просвещения.

Будучи православной по крещению и воспитанию, в конце 1970-х годов перешла в католицизм: «Мой муж был католиком, дети были крещены и воспитывались в католической Церкви, я с одинаковым почитанием ходила в православные и католические храмы, собственно не отдавая себе отчёта в том, что уже больше принадлежу к католической Церкви, чем к православной». Считала своей задачей распространение католицизма и укрепление авторитета папы Римского.
Многолетняя дружба связывала её с академиком Андреем Сахаровым, Еленой Боннэр, Аленом Безансоном, Иоанном Павлом II, Малколмом Пирсоном, баронессой Каролиной Кокс, Владимиром Прибыловским, священником Георгием Чистяковым, Натальей Солженицыной.
Вернулась в Европу. С 1979 года до конца жизни являлась главным редактором газеты «Русская мысль». Как отмечал Сергей Григорьянц, с приходом нового главного редактора «в центре внимания газеты оказались уже не новости и проблемы русской эмиграции, а всё, что происходило в уже чуть-чуть приоткрывшемся Советском Союзе, а главное — его диссидентское, демократическое движение». За эти годы газета из эмигрантского издания превратилась в еженедельник, освещающий события мировой и российской жизни, в политическом, социальном, религиозном, культурном аспектах. За ярко выраженную прокатолическую направленность материалов о религии в «Русской мысли» газету в шутку именовали «Римской мыслью».
По утверждению Александра Тарасова якобы являлась "кадровым сотрудником ЦРУ".
С 1982 года — член редколлегии журнала «Континент».
В 1987 году организует вещание экуменической радиостанции «Благовест», программы которого готовились в Брюсселе и Париже и транслировались почти на всю территорию СССР. Передачи радиостанции выходили по четвергам в 22.45 по московскому времени на протяжении ряда лет на короткой волне 31 метр.
В 1989 году принимала участие в ежегодном экуменическом форуме «Встреча в Римини» «Признаки изменений на Востоке?».
В Россию ей удалось впервые приехать в 1991 году, где она развернула активную деятельность на открывшемся политическом, интеллектуальном и информационном поле. Одной из основных своих целей видела распространение «Русской мысли» в России; в 1993 году было открыто бюро «Русской мысли» в Москве.
В статьях в «Русской мысли» Иловайская-Альберти первой стала употреблять словосочетание «новый русский» в его теперешнем основном значении. Создано по аналогии со словом нувори́ш — нувору́с (фр. nouveau riche — «новый богач», nouveau russe — «новый русский»).
В 1992 году ей была присуждена премия краковского журнала «Арка» за вклад в дело русско-польского согласия и взаимного познания обоих народов.
18 мая 1995 года, в день 75-летия Иоанна-Павла II, Иловайская-Альберти, выступая с докладом в Люблинском католическом университете, выразила личное раскаяние за «грехи России» перед Польшей: «В этот день, ознаменованный печатью милосердия Божия и благодати Его, я хочу, как русская, просить у моих польских братьев прощения за все страдания, которые претерпели они от России и русских».
1 июня 1995 года «Радио Благовест» начинает совместное с «Радио София», возглавляемой протоиереем Иоанном Свиридовым, вещание в Москве под названием «Христианский церковно-общественный канал». На волнах этой радиостанции она в течение нескольких лет вела ежедневные передачи.
Разные люди выделяли разные приоритеты в политико-религиозной деятельности Ирины Иловайской-Альберти: одни считали основным проамериканскую линию, другие — прокатолическую направленность. Некоторые, как, например, Никита Струве, видели в ней крупного работника американской разведки, иные называли её правой рукой Папы. Как писал Фёдор Штаркман, «Америка заинтересована в укреплении и росте в России нерусских религий и философий, в том числе католицизма, который является мощной международной силой».
Патриарх Московский и всея Руси Алексий II неоднократно на епархиальных собраниях духовенства подвергал резкой критике деятельность Христианского церковно-общественного канала, считал невозможным участие в его работе православных: «Явно прослеживается главная цель — внедрение в сознание людей недоверия к церковной иерархии, отторжение от неё как можно большего числа людей, то есть разделение нашего верующего народа. Действуя по принципу „разделяй и властвуй“, они пытаются прикрывать это призывами к обновлению Церкви, к очищению её от недостатков и, как образец к подражанию, преподносится церковь на Западе, в основном, Римско-католическая Церковь.».
Участвовала в состоявшемся 11 — 14 января 1999 года в Ватикане Предсинодальном Симпозиуме «Христос — источник новой культуры для Европы на заре нового тысячелетия».
На первом Всемирном конгрессе русской прессы (июнь 1999 года, Москва-Сочи, Россия, около 500 участников) было принято решение о создании Всемирной ассоциации русской прессы, вице-президентом которой стала Иловайская-Альберти. Там же, Президент Российской Федерации Борис Ельцин вручил ей диплом-благодарность «За несгибаемость».
26 июля 1999 года назначена папой Римским Иоанном-Павлом II аудитором «Европейского синода», в ходе которого выступала с оправданием прозелитизма католической церкви в России. Обвинения католиков в прозелитизме, по её мнению, отражают лишь «стремление Русской Православной Церкви сохранить свою религиозную монополию».
В 1999 году совет директоров Института экономических проблем переходного периода, возглавляемого Егором Гайдаром, присудил Иловайской-Альберти премию Александра II.
Участница прошедшего с 6 по 9 сентября 1999 года в ВГБИЛ IX Международного Конгресса памяти протоиерея Александра Меня «Семья на пороге тысячелетия».
Скончалась 4 апреля 2000 года в офисе «Фонда помощи церкви в беде». Отпевали Ирину Иловайскую в римском соборе Св. Роберта Беллармина по католическому обряду. Похоронена в Бевании (200 км от Рима), на городском кладбище, где покоятся её муж и сын-художник.

## Память
- В 2001 году в Риме был создан Международный фонд имени Ирины Иловайской[4].
- Именем Ирины Альберти названа улица в Риме[17].